# Secretariado Popular da Ucrânia
O Secretariado Popular da Ucrânia (em ucraniano: Народний секретаріат) foi o poder executivo do Comité Executivo Provisório dos Sovietes da Ucrânia. Foi formado em Kharkiv em 30 de dezembro de 1917 pelos bolcheviques russos como governo soviético ucraniano, oposto à Rada Central Ucraniana e ao Secretariado Geral da Ucrânia. O Comité Executivo Central, que tinha sido eleito pelo Primeiro Congresso dos Sovietes de Toda a Ucrânia cancelou a declaração de independência ucraniana lançada pela Rada Central e decretou a subordinação federal da RSS da Ucrânia à RSFS da Rússia e chamou à luta contra os separatistas, contra a Rada Central Ucraniana e contra o Secretariado Geral da Ucrânia.

## Composição
O Secretariado Popular esteve composto pelos seguintes departamentos desde a sua criação:
- Secretariado do Trabalho: dirigido por Mikola Skripnik (POSDR)
- Secretariado do Interior: dirigido por Evgenia Bosch (POSDR)
- Secretariado das Finanças: dirigido por Volodimir Aussem (POSDR)
- Secretariado do Exterior e de Transportes: dirigido por Sergi Bakinski (POSDR), rapidamente substituído por Ivan Kulik.
- Secretariado da Defesa: dirigido por Vasili Shakhrai (POSDR), rapidamente substituído por Iuri Kotsiubinski
- Secretariado da Agricultura: dirigido por Evgen Terletski (POSDR)
- Secretariado da Justiça: dirigido por Volodimir Liuksemburg (POSDR)
- Secretariado da Educação: dirigido por Volodimir Zatonski (POSDR)
- Secretariado de Subministro: dirigido por Emmanuil Luganovski (POSDR)
- Secretariado das Finanças: dirigido por Fedir Sergeev (Artiom) (POSDR)
- Secretariado de Correios e Telégrafos: dirigido por Ia. Martinov (POSDR)[1][2]

Embora o governo ucraniano foi desenvolvido para cobrir todas as necessidades executivas, em diversos pontos o verdadeiro poder permaneceu centralizado pela RSFS da Rússia e pelas decisões da direção revolucionária na Rússia. A respeito disto, em 7 de março de 1918, o Secretariado da Defesa foi convertido num triunvirato e Vladimir Antonov-Ovseenko e Evgen Neronovitch, enviados desde o sovnarkom de Petrogrado foram colocados junto com Vasili Shakhrai. Ainda mais, Antonov-Ovseenko foi designado Comandante Chefe militar do soviete ucraniano. Por outra parte, embora o governo tinha o seu próprio Secretariado do Interior, os temas de segurança eram dirigidos na prática pelo Comité Executivo Extraordinário de Todas as Rússias. Ao mesmo tempo, tanto Evgenia Bosch como Vladimir Antonov-Ovseenko recebiam ordens diretas de Lenin

## Disolução
Em 18 de abril de 1918, com o avanço das forças do Império Alemão e das Potências Centrais no marco do processo de Paz acordado no Tratado de Brest-Litovski, o Secretariado Popular foi disolvido e integrado, junto com o Comité Executivo Central no Povstanburo, que esteve integrado por nove membros: quatro bolcheviques (Andrii Bubnov, Volodimir Zatonski, Georgi Piatakov e Mikola Skripnik), quatro membros do PSRE (Sergi Mstislavski, Opanas Sieverov-Odoevski, Evgen Terletski e M. Siomushkin) e um borotbista (Mikola Vrublevski). Porém, o Povstanburo não teve efeito e foi trasladado a Moscovo finalmente. 

## Outros artigos
- República Socialista Soviética de Donetsk-Krivoi Rog